# Совместное внимание
Совместное внимание или разделённое внимание это фокусировка внимания двух лиц (агенсов) на одном и том же объекте. Оно достигается путем прослеживания направления взгляда одного субъекта другим, указанием на объект и другими вербальными и невербальными способами идентификации объекта. Человек смотрит на другого человека, затем тем или иным образом указывает на объект, а затем возвращается взглядом к человеку. Скейф и Брунер были первыми исследователями, которые в 1975 году представили описание способности детей прослеживать направление взгляда.  Они обнаружили, что большинство детей в возрасте от восьми до десяти месяцев прослеживали направление взгляда и что все 11-14 месячные дети делали то же. Это раннее исследование показало, что для взрослого возможно направить внимание ребенка на определенный объект с помощью направления взгляда. Дж. Баттерворд экспериментально доказал, что внимание ребенка проходит три стадии развития, и полноценная способность к совместному вниманию развивается у него только к полутора годам, когда он может идентифицировать объект внимания взрослого даже если объект находится вне зоны видимости и ему нужно скорректировать свое положение в пространстве.
Последующие исследования показывают, что два важных навыка, обеспечивающих возможность совместного внимания — прослеживание направления взгляда и идентификация намерения. Возможность разделить направление взгляда — важный навык для формирования связей.  Способность идентифицировать намерение имеет важное значение в способности ребенка изучать язык и направлять внимание других на объекты. Совместное внимание важно для многих аспектов развития языка, включая понимание, производство и изучение слов. Ситуации совместного внимания предоставляют детям информацию об окружающей среде, позволяя им устанавливать связь между сигнификатом и денотатом, то есть присваивать словам закрепленное за ними значение. Социально-эмоциональное развитие и способность участвовать в нормальных отношениях также зависят от способности к совместному вниманию. На способность к совместному вниманию может негативно влиять глухота, слепота и нарушения развития, такие как аутизм.
Животные, такие как большие человекообразные обезьяны (гоминиды), орангутаны, шимпанзе, собаки и лошади, также демонстрируют некоторые элементы совместного внимания.

## История изучения
Интерес к исследованию совместного внимания восходит к работам  Л.С. Выготского, который все высшие нервные функции человека рассматривал как разделенные между людьми. 
Большой вклад в изучение темы совместного внимания внес С.Типпер, который использовал метод подсказки взглядом (gaze-cueing paradigm) для изучения механизмов совместного внимания. Его концепция делает акцент на прослеживании линии взгляда одного человека другим как главном условии совместного внимания. В своих работах он опирается на концепцию Дж. Баттерворда, постулирующую, что определение объекта внимания человека основывается в основном на анализе поворота головы и направлении взгляда. 
Концепция группы русских ученых М.В. Зотова Архивная копия от 7 октября 2017 на Wayback Machine, Н.Е. Андриановой и А.П. Войта делает акцент на значимости контекста для точного определения объекта внимания. В своих исследованиях они доказали, что определяющим фактором является знание контекста ситуации, в которой возникает совместное внимание, так как люди, знающие контекст, могут точно определить объект внимания другого, не зависимо от степени доступности информации о направлении их взгляда.